# Moja Kolekcja
Moja Kolekcja – płyta Małgorzaty Ostrowskiej podsumowująca jej solową karierę. 

## Lista utworów
1. "Prawdy" – 3:52
2. "Lawa" – 4:34
3. "Wiem, że będzie tak" – 3:22
4. "Tak jak pierwszy raz" – 3:46
5. "Mam dość" – 3:59
6. "Tak mało czasu - duet z Mateuszem Rychlewskim i zespołem TAK" – 4:06
7. "Nights in white satin" – 4:49
8. "Jeśli tak miało być" – 4:21
9. "Mister of America" – 5:10
10. "Śmierć dyskotece! - gościnnie Piotr Gulczyński" – 3:49
11. "Chciałabym zapomnieć" – 5:36
12. "Droga pani z TV" – 4:07
13. "7.05 (przed świtem) radio edit" – 4:01
14. "Adriatyk (radio edit)" – 3:58
15. "Szklana pogoda" – 3:28
16. "Teraz kiedy wiem" – 4:34
17. "Mijamy się" – 4:10
18. "Słońce, które znasz" – 4:17
19. "Nie uwierzę" – 3:05

## Listy przebojów
| 2003 | Nie uwierzę                                                  | 5  |
| 2007 | Tak mało czasu - duet z Mateuszem Rychlewskim i zespołem TAK | 10 |

## Teledyski
- "Nie uwierzę" – 2003